# Křídlí (vrch)
Křídlí (555 m n. m.) je vrch v Mirotické pahorkatině v lesích mezi Sedlicí, Lází a Lažanami v okrese Strakonice, při údolí Brložského potoka. Je zalesněný a přes jeho neznačený vrchol, který se nachází v severozápadní části protáhlého hřebene, vede zarůstající lesní cesta. Vyskytuje se zde silně ohrožená ožanka lesní a v 19. století zde byl zaznamenán výskyt nyní kriticky ohrožené protěže žlutobílé. Na jeho úpatí se nachází stejnojmenná hájovna.